# Abraham Willgren
Abraham Willgren, född 18 september 1794 i Karkko, Åbo, död 1867. Han var en klavermakare i Stockholm verksam 1826-1857. Han var far till harmoniumtillverkaren Abraham Gustaf Willgren.

## Produktion
Lista över Willgrens produktion.
| År   | Produkt/Arbete | Summa           |
| ---- | -------------- | --------------- |
| 1826 | Instrument.    | 200 riksdaler.  |
| 1827 | Instrument     | 400 riksdaler.  |
| 1828 | Instrument     | 600 riksdaler.  |
| 1829 | Instrument     | 600 riksdaler.  |
| 1830 | Instrument     | 600 riksdaler.  |
| 1831 | Instrument     | 600 riksdaler.  |
| 1832 | Instrument     | 600 riksdaler.  |
| 1833 | Instrument     | 600 riksdaler.  |
| 1834 | Instrument     | 600 riksdaler.  |
| 1835 | Instrument     | 800 riksdaler.  |
| 1836 | Instrument     | 1000 riksdaler. |
| 1837 | Instrument     | 800 riksdaler.  |
| 1838 | Instrument     | 1000 riksdaler. |